# Accademia Ščepkin di arte drammatica
L'Accademia Ščepkin di arte drammatica (in russo Высшее театральное училище имени М. С. Щепкина?, Vysšee teatral'noe učilišče imeni M.S. Ščepkina) è un'istituzione russa di istruzione superiore nelle discipline teatrali e drammatiche.

## Storia
L'Accademia è stata fondata 28 dicembre 1809, quando per decreto dello zar Alessandro I di Russia la scuola di teatro riceve lo statuto di Istituto professionale dell'arte drammatica, che lo inserisce nel quadro dei Teatri Imperiali di Russia.
Più tardi l'Istituto viene dato in gestione al Teatro Malyj di Mosca. Dal 1830 al 1860 si disloca nella tenuta di città della famiglia Mjasoedov.
Dal 1938 l'Istituto porta il nome di Michail Semënovič Ščepkin, celebre attore russo che aveva insegnato nell'Istituto dal 1830 e fino alla sua morte nel 1863 e grazie al cui diretto interessamento l'Istituto aveva ricevuto nel 1863 il palazzo di via Neglinnaja dove ha tuttora sede.
Nel 1943 l'Istituto riceve lo statuto di istituzione di insegnamento superiore.
Attualmente il rettore dell'Accademia è il professor Boris Nikolaevič Ljubimov, operatore benemerito della cultura della Federazione Russa.